# Los Morros de Hacha Chica
Los Morros de Hacha Chica är kullar i Spanien.   De ligger i provinsen Provincia de Las Palmas och regionen Kanarieöarna, i den sydvästra delen av landet, 1 600 km sydväst om huvudstaden Madrid. Los Morros de Hacha Chica ligger på ön Lanzarote.
Los Morros de Hacha Chica sträcker sig 57 km i sydvästlig-nordostlig riktning. Den högsta toppen är Monte Corona, 609 meter över havet.
Topografiskt ingår följande toppar i Los Morros de Hacha Chica:
- Caldera Blanca
- Caldera Colorada
- Caldera del Corazoncillo
- Caldera Riscada
- Caldera Trasera
- Cerro Terroso
- El Volcán
- Guardilama
- Montaña Bermeja
- Montaña Blanca
- Montaña Corona
- Moñtaña de la Cinta
- Montaña Diama
- Montaña Negra
- Montaña Norte
- Montaña Tamia
- Montaña Tinamala
- Montañas del Fuego
- Monte Corona
- Monte Guatisea
- Monte Hacha Grande
- Monte Mina
- Monte Roja
- Pico Partido
- Pico Redondo
- Pico Redondo
- Tremesana